# Шапель де Жюмийяк, Антуан Пьер Жозеф
Маркиз Антуан Пьер Жозеф Шапель де Жюмийяк (также: Жюмильяк; часто просто Шапель; фр. Antoine Pierre Joseph Chapelle de Jumilhac; 31 августа 1764, Париж — 19 февраля 1826, Лилль) — французский дивизионный генерал (1814).

## Биография
Родился в 1764 году в Париже в семье генерал-лейтенанта (с 1784) Пьера Мари Шапеля де Жюмийяка (1735—1798). Внук генерал-лейтенанта Пьера Жозефа Шапеля де Жюмийяка (1692—1783).
В 1777 году, в возрасте 13 лет, был записан на службу младшим лейтенантом в Королевский пехотный полк. В 1782 году отплыл из французского Бреста  в составе пехотного полка Руэрга в испанский Кадис, чтобы в дальнейшем принять участие в боевых действиях против англичан, но, в связи с подписанием мирного договора, вернулся на родину. 
В 1784 году был повышен до капитана и переведён в драгунский полк Дофина. В 1791 году был назначен подполковником гвардии короля Людовика XVI. В 1792 году, на фоне революционных событий, был уволен в отставку вместе с остальными гвардейскими офицерами. Позднее в том же году был арестован в Гавре, при попытке выехать из страны, но вскоре отпущен. 
Эмигрировал в Англию, где вступил в Армию Конде, в полк графа Д’Эрвильи. Принял участие в Киберонской экспедиции (высадке десанта роялистов во Франции с британских кораблей) и битве при Кибероне. После полного поражения десанта сумел вплавь добраться до корабля. Кавалер ордена Святого Людовика (награждён графом Д’Артуа, будущим Людовиком XVIII).
После амнистии, объявленной Наполеоном, вернулся во Францию. Занимался сельским хозяйством, но не позднее 1808 года был разорён пожаром. После этого подал прошение о зачислении на службу в Наполеоновскую армию и был назначен в Португальский легион (на французской службе). В 1811 году стал начальником штаба 3-го кавалерийского корпуса дивизионного генерала Латур-Мобура (по происхождению также аристократа) в составе резервной кавалерии под командованием маршала Мюрата. В этой должности принял участие в походе на Россию в 1812 году. В Москве Наполеон наградил его орденом Почётного легиона. Жумийяк участвовал в битве при Малоярославце, а затем проделал с армией всё отступление из России и только в январе 1813 года (одним из последних) перешёл границу в обратную сторону и прибыл в город Глогау-на-Одере. 
В начале кампании 1813 года Жумийяк был назначен начальником штаба 1-го кавалерийского корпуса (вновь под командованием генерала Латур-Мобура) и в этом качестве принимал участие в битве при Лютцене. Произведённый в августе 1813 года в бригадные генералы, Жумийяк сформировал в Лейпциге кавалерийскую бригаду из  пополнений. В ноябре 1813 года он прибыл в Майнц, где руководитель обороны города генерал Моран в январе следующего года доверил ему пехотную бригаду.
После Реставрации Бурбонов французские войска покинули Майнц, который до этого продолжали оборонять, и Жумияйк вернулся в Париж, где король Людовик XVIII произвёл его в дивизионные генералы. После этого Жумийяк получил под своё командование 16-ю пехотную дивизию.
Во время Ста дней не служил.
Во время Второй реставрации королевский военный министр маршал Сен-Сир сперва представил его к почётному званию главного инспектора кавалерии, однако уже в конце того же года Жумийяк вновь возглавил 16-ю дивизию.
Скончался Жумийяк в 1826 году в Лилле, департамент Нор.